# Dolmen de la Thuile aux Fées
Der Dolmen de la Thuile aux Fées (auch Tombe des Fées – Feenhaus bzw. -grab) liegt in Pinols, westlich von Tailhac bei Le Puy-en-Velay im Département Haute-Loire in Frankreich. Dolmen ist in Frankreich der Oberbegriff für neolithische Megalithanlagen aller Art (siehe: Französische Nomenklatur). Das Suffix „Fées“ oder „Feins“ tragen mehrere französische Dolmen oder Allées couvertes.
Der neolithische, verstürzte Dolmen unbekanntem Typs, von dem nur sechs verhältnismäßig dünne Tragsteine erhalten sind, liegt an einem Waldweg. Die großen Steine sind gegeneinander verkippt. Einer der Steine könnte ein Deckstein sein, alle anderen fehlen. Der Hügel ist als Rest erkennbar.
Der Dolmen ist seit 1987 als Monument historique registriert.